# 保努
保努:402（Paul-Nưr，1925年7月7日—？），巴拿族人:99，教師，越南高地民族領袖，曾出任越南共和國少數民族發展總長。

## 生平
1925年7月7日，保努出生於法屬印度支那崑嵩省KonRơBang村。
1943年至1948年，保努擔任學校教師。1963年至1965年，出任崑嵩省副省長。
越南共和國滅亡後，保努被新政權逮捕，死於監獄中。:358

## 個人生活
保努已婚，有八個子女（1968年）。:100

## 榮譽
- 四等保國勳章[5]
- 五等保國勳章[5]
- 一等彰美佩星
- 二等彰美佩星